# Nippon Oil
La Nippon Oil Corporation (新日本石油株式会社, Shin Nihon Sekiyu Kabushiki-gaisha?) (Borsa di Tokyo: 5001 ), o NOC, è una compagnia petrolifera giapponese.
Si interessa dell'esplorazione, dell'importazione e della raffinazione del petrolio, la produzione e la vendita di prodotti derivati dal petrolio, inclusi carburanti e lubrificanti e altre attività collegate all'energia.
I suoi prodotti sono venduti sotto il marchio ENEOS, che è anche il nome usato per le sue stazioni di servizio.
È la più grande compagnia petrolifera giapponese, e ultimamente si sta espandendo in altri paesi.
Attualmente è uno sponsor della Movistar Yamaha MotoGP e già sponsor del Honda Racing F1 Team e del Team Orange e Blitz Skyline in D1 Grand Prix, come il Team KNP di NHRA.
Nel 2010 la Nippon Oil venne fusa con la Japan Energy, divenendo JXTG Nippon Oil & Energy e dal 2012 è confluita nella la JXTG Holdings.